# Seinäjoki (stacja kolejowa)
Seinäjoki – stacja kolejowa w Seinäjoki, w prowincji Finlandia Zachodnia, w Finlandii. Obecny budynek dworca został zbudowany w latach 70 XX w i znajduje się w tym samym budynku co dworzec autobusowy. W 2000 r. budynek został odnowiony jako nowoczesne centrum komunikacyjne.
Seinäjoki jest stacją węzłową, gdzie łączą się linie w kierunku Haapamäki, Helsinek, Vaasa i Oulu. Linia do Kaskinen jest obecnie używana wyłącznie w ruchu towarowym.
Przed budynkiem dworca znajduje się posąg przedstawiający robotnika kolejowego.